# برایان والتون (دوچرخه‌سوار)
برایان والتون (انگلیسی: Brian Walton؛ زادهٔ ۱۸ دسامبر ۱۹۶۵) دوچرخه‌سوار اهل کانادا بود.
وی در مسابقات کشوری و بین‌المللی در مجموع برندهٔ ۲ مدال طلا، ۱ مدال نقره شده‌است.